# Antonio Poma

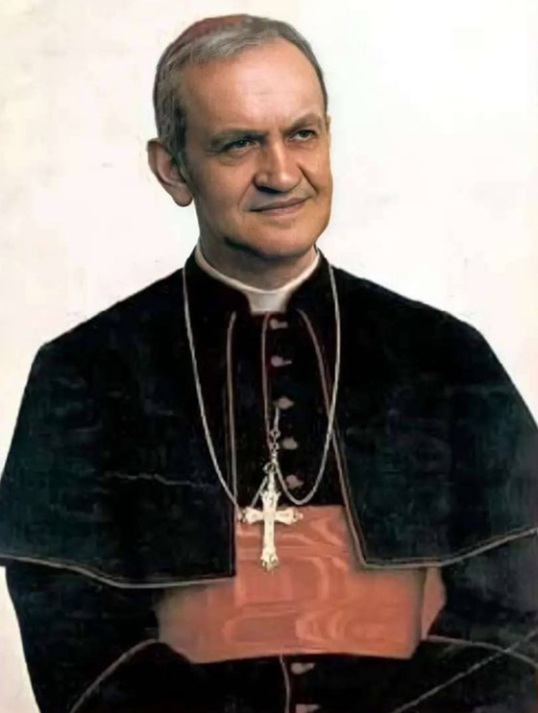
Antonio Kardinal Poma

Kardinalswappen

Antonio Kardinal Poma (* 12. Juni 1910 in Villanterio, Provinz Pavia, Italien; † 24. September 1985 in Bologna) war Erzbischof von Bologna.

## Leben
Antonio Poma erhielt seine theologische Ausbildung ab 1921 in Pavia und ab 1929 am Päpstlichen Lombardischen Priesterseminar Rom. Er empfing am 15. April 1933 das Sakrament der Priesterweihe und wurde 1934 Sekretär des Bischofs von Pavia Giovanni Battista Girardi, was er bis 1942 blieb. 1944 wurde Poma Lehrer für dogmatische Theologie am Diözesanseminar, das er von 1947 bis 1951 als Rektor leitete. Er war auch Assistent der Katholischen Aktion.
Am 28. Oktober 1951 ernannte ihn Papst Pius XII. zum Titularbischof von Thagaste und Weihbischof im Bistum Mantua. Die Bischofsweihe spendete ihm am 9. Dezember 1951 Carlo Allorio, der Bischof von Pavia, Mitkonsekratoren waren Vittorio De Zanche, Bischof von Concordia, und Giuseppe Piazzi, Bischof von Crema. Ein Jahr später wurde Antonio Poma zum Koadjutorbischof des Bistums Mantua mit dem Recht der Nachfolge berufen, im September 1954 wurde er Bischof von Mantua. In dieser Zeit entwickelte er eine Freundschaft mit dem Erzbischof von Mailand Giovanni Battista Montini, dem späteren Papst Paul VI. In den Jahren 1962 bis 1965 nahm er am Zweiten Vatikanischen Konzil teil und wurde 1963 Mitglied der dortigen theologischen Kommission.
Papst Paul VI. ernannte ihn am 16. Juli 1967 zum Titularerzbischof von Hierpiniana und zum Koadjutorerzbischof in Bologna. Am 12. Februar folgte er Giacomo Kardinal Lercaro nach dessen altersbedingtem Rücktritt als Erzbischof von Bologna. Am 28. April 1969 nahm ihn Paul VI. als Kardinalpriester mit der Titelkirche San Luca a Via Prenestina in das Kardinalskollegium auf. Im gleichen Jahr wurde Antonio Poma Vorsitzender der Italienischen Bischofskonferenz, was er bis 1979 blieb. Bei mehreren Feierlichkeiten vertrat er den Papst als Päpstlicher Gesandter. Er empfing im April 1982 Papst Johannes Paul II. in Bologna und erlitt im selben Monat einen Herzinfarkt.
Am 11. Februar 1983 legte er die Leitung des Erzbistums Bologna aus Krankheitsgründen nieder. Antonio Poma starb am 24. September 1985 nach Herzproblemen in Bologna und wurde in der Kathedrale von Bologna beigesetzt.